# Revelador fotogràfic
En l'àmbit de la fotografia, es fa referència al revelador fotogràfic com una solució que permet visualitzar la imatge latent d'un material fotogràfic exposat.
A més de l'agent revelador pròpiament dit, que redueix els halurs de plata exposats deixant en l'emulsió plata metàl·lica negra, la solució sol contenir un accelerador, generalment un àlcali, com el carbonat de sodi, l'hidròxid sòdic o el bòrax, que activa l'acció del revelador; i un preservador, com el disulfit de potassi, habitualment bromur potàsic, que actua com a controlador general de l'activitat química i limita el nivell de vel.
La seva conservació cal que es realitzi en recipients estancs on la llum i, sobretot, l'aire no arribi al revelador, perquè afecta a la seva efectivitat, atès que a l'ésser un reductor, té tendència a oxidar-se ràpidament.

## Procés de revelatge
Per començar amb el procés de revelatge fotogràfic, cal una ampliadora, els químics necessaris per poder efectuar el revelat, paper fotosensible i el rodet de fotografies. Cal també estar en una cambra completament fosca que disposi d'una llum de seguretat (la llum vermella) per poder veure i controlar el procés de revelat.

### Mescla de químics i ampliadora
1. El primer que s'ha de fer és fer una barreja dels diferents químics per tal de poder aconseguir tres tipus: el revelador del paper, el fixador i el bany d'aturada[2] i posar cada substància en una safata.
2. Després, cal dirigir-se cap a l'ampliadora. Una vegada en ella, s'hi ha de posar la pel·lícula i regular mitjançant un temporitzador, el temps d'exposició que es busca per a la cinta. Aquest temps d'exposició pot variar en funció de la quantitat d'exposició que es vulgui tenir la imatge. El temps d'estimació per a la revelació de la fotografia serà de pocs segons.
3. A continuació, amb la llum apagada i en completa foscor, es començarà a projectar la imatge desitjada. En aquest punt és recomanable emprar una imatge de prova. Això permetrà saber quant temps és el que necessita la imatge per ser revelada.
4. Després d'haver projectat la imatge, es posa el paper fotosensible damunt d'aquesta. Tot seguit, s'agafa una cartolina o quelcom geomètricament exacte i que no deixi passar la llum, és a dir que sigui opac, per poder mesurar els temps d'exposició de la fotografia projectada i així saber el temps d'exposició que es necessita. Per a això, se li aplica llum a l'ampliadora i es posa la cartolina o l'objecte opac un segon en una part de la foto, després dos segons en una altra part de la foto i finalment tres segons en una altra. I així fins a arribar al final del paper fotosensible. És adient seguir una direcció lateral, d'esquerra a dreta de la fotografia. El resultat hauria de ser semblant a un degradat.

### Revelat amb químics
1. Ara es posa el paper fotosensible en la primera safata, la del revelat. Un cop s'hi ha posat la fotografia, s'agita la safata en qüestió per moure'n els líquids i així aconseguir que el paper es vagi revelant amb més rapidesa.
2. Després de finalitzar aquest procés i amb la fotografia ja revelada, es passa a la següent safata (bany d'aturada) on es farà exactament el mateix que en la safata del revelat (moviments de la safata per moure els líquids per la fotografia). Gràcies al bany, la fotografia deixarà de revelar-se[3]
3. Tot seguit es passa a la safata del fixador i es deixa reposar (sense moviments) uns trenta segons i finalment es passa a un barril amb aigua per rentar els químics de la fotografia.
4. Una vegada finalitzat el revelat la fotografia de prova, és precís anotar els temps d'exposició per tenir coneixença de quin és el temps més adequat per a la resta de rodet. Quan aquest ja s'ha anotat, es revelen finalment les altres fotografies seguint tots els passos anteriors.